# Дальмине
Дальмине (итал. Dalmine) — город в Италии, располагается в регионе Ломбардия, подчиняется административному центру Бергамо.
Население составляет 22 326 человек (на 2004 г.), плотность населения составляет 1952 чел./км². Занимает площадь 11 км². Почтовый индекс — 24044. Телефонный код — 035.
Покровителем коммуны почитается святой Иосиф Обручник, празднование 19 марта.